# Stuart Conquest
Stuart Conquest (Ilford, Anglaterra, 1 de març de 1967) és un jugador d'escacs anglès, que té el títol de Gran Mestre Internacional des de 1991. Actualment és el director del Festival d'escacs de Gibraltar.
Tot i que roman inactiu des del novembre de 2015, a la llista d'Elo de la FIDE de l'octubre de 2020, hi tenia un Elo de 2510 punts, cosa que en feia el jugador número 13 d'Anglaterra. El seu màxim Elo va ser de 2601 punts, a la llista d'octubre de 2001 (posició 95 al rànquing mundial).

## Resultats destacats en competició
El 1981, a l'edat de 14 anys va guanyar el Campionat del món per edats en la categoria sub-16, amb 7,5 punts de 9, un punt sencer per damunt del segon classificat, l'italià Ennio Arlandi.
Des de mitjans de la dècada del 1990, ha estat un assidu membre de l'equip d'Anglaterra en les Olimpíades d'escacs i en els Campionats d'Europa per equips.
Conquest va ser Campió Britànic de partides ràpides 1997. El 1995 i 2000 va compartir el primer lloc al Hastings Premier. El 2001 va guanyar el torneig de categoria 14 celebrat a Clichy (França). Aquell any, instal·lat a La Rioja, va guanyar el III Obert de semirràpides Ciudad de Alfaro (a La Rioja), superant Félix Izeta, i fou segon al I Obert de semirràpides Villa de San Pedro del Pinatar (a Múrcia), per sota de Vadim Milov. El 2006 fou segon al VIII Obert de Logroño, rere Bogdan Lalić.
El 2008 va guanyar el Campionat Britànic, tot derrotant en Keith Arkell al desempat a dues partides ràpides, després que acabessin el campionat regular empatats al primer lloc.
El 2009 fou primer al torneig obert de Capo d'Orso a Palau, Sardenya, per davant de Serguei Tiviàkov. La taula dels deu (de 178) primers classificats:
| Torneig obert de Capo d'Orso, Palau, Sardenya, 2009 | Torneig obert de Capo d'Orso, Palau, Sardenya, 2009 | Torneig obert de Capo d'Orso, Palau, Sardenya, 2009 | Torneig obert de Capo d'Orso, Palau, Sardenya, 2009 |
| Posició                                             | Jugador                                             | Elo                                                 | Puntuació                                           |
| --------------------------------------------------- | --------------------------------------------------- | --------------------------------------------------- | --------------------------------------------------- |
| 1                                                   | Conquest Stuart C                                   | 2549                                                | 7                                                   |
| 2                                                   | Serguei Tiviàkov                                    | 2697                                                | 6½                                                  |
| 3                                                   | Mihail Marin                                        | 2564                                                | 6½                                                  |
| 4                                                   | Damian Lemos                                        | 2512                                                | 6½                                                  |
| 5                                                   | Oleg Kornéiev                                       | 2587                                                | 6½                                                  |
| 6                                                   | Artur Iussúpov                                      | 2576                                                | 6½                                                  |
| 7                                                   | Yannick Pelletier                                   | 2559                                                | 6½                                                  |
| 8                                                   | Spyridon Skembris                                   | 2434                                                | 6½                                                  |
| 9                                                   | Igor Naukim                                         | 2488                                                | 6½                                                  |
| 10                                                  | Viktoria Cmilyte                                    | 2498                                                | 6½                                                  |

El 2010 fou tercer ex aequo, amb 7.5/11 punts, al Campionat d'escacs de la Gran Bretanya celebrat a Canterbury, rere Nicholas Pert (segon, amb 8.0/11) i el campió Michael Adams (9½/11).